# Kothur (A), Srinivaspur
Kothur (A) là một làng thuộc tehsil Srinivaspur, huyện Kolar, bang Karnataka, Ấn Độ.